# 小学校及び中学校の教諭の普通免許状授与に係る教育職員免許法の特例等に関する法律
小学校及び中学校の教諭の普通免許状授与に係る教育職員免許法の特例等に関する法律（しょうがっこうおよびちゅうがっこうのきょうゆのふつうめんきょじょうじゅよにかかるきょういくしょくいんめんきょほうのとくれいほうにかんするほうりつ、平成9年6月18日法律第90号）は、小学校および中学校の教諭の普通免許状授与に関する法律で、教育職員免許法に対する特別法である。
1997年6月18日に公布された。

## 概要
義務教育に従事する教員が個人の尊厳及び社会連帯の理念に関する認識を深めることの重要性にかんがみ、教員としての資質の向上を図り、義務教育の一層の充実を期する観点から、小学校又は中学校の教諭の普通免許状を5条別表第1で授与を受けようとする者に、障害者、高齢者等に対する介護、介助、これらの者との交流等の体験（介護等の体験）を行わせる措置を講ずるため、小学校及び中学校の教諭の普通免許状の5条別表第1による授与について教育職員免許法（昭和24年法律第147号）の特例等を定めることを目的として制定された法律である。内容としては小学校及び中学校の教諭の普通免許状授与の条件として「7日以上の障害者、高齢者等に対する介護、介助、これらの者との交流等の体験」を加えるものである（第2条）。

## 構成
- 第一条（趣旨）
- 第二条（教育職員免許法の特例）
- 第三条（関係者の責務）
- 第四条（教員の採用時における介護等の体験の勘案）
- 附則